# Peter Lietz
Peter Lietz (* 17. Mai 1933 in Berlin; † 14. Oktober 2022) war ein deutscher Brauwissenschaftler. Nach Tätigkeiten in verschiedenen Brauereien der DDR wechselte er 1959 in die mikrobiologische und gärungstechnologische Forschung und bekleidete dort leitende Positionen. Er ist Co-Autor verschiedener brauereitechnologischer und mikrobiologischer Fachbücher, war viele Jahre Lehrbeauftragter an der Humboldt-Universität zu Berlin sowie an der TU Dresden und hat zahlreiche Fachbeiträge zur Geschichte der Gärungs- und Getränketechnologie veröffentlicht.

## Leben
Lietz ist der Sohn eines Bäckermeisters; seine Mutter war tätig als Schneiderin und Hutmacherin. 1943 kam er kriegsbedingt zur Tante ins Erzgebirge, wo er die Oberschule besuchte.

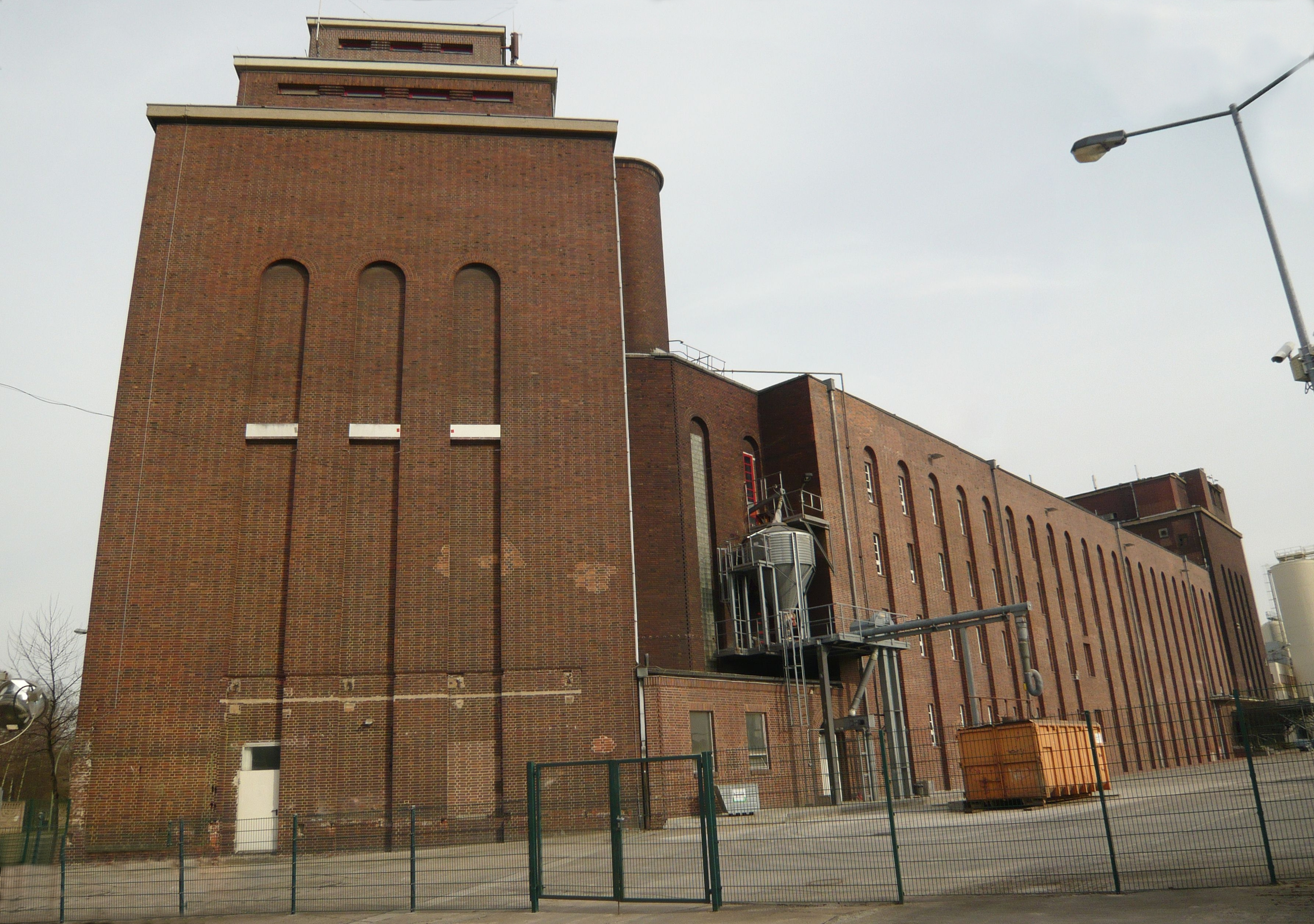
Gebäudeensemble des VEB Berliner Kindl

Nachdem die Familie 1944 ausgebombt worden war, erwarb sie am Berliner Stadtrand bei Bernau ein kleines Einfamilienhaus mit Garten; Lietz wurde zu einem begeisterten Bienenzüchter. Bei einem Lehrgang über Bienenkrankheiten wurde sein Interesse für Mikrobiologie geweckt. Richard Koch (1900–1967), Mikrobiologe am Institut für Gärungschemie, empfahl ihm, zuerst eine Lehre als Brauer und Mälzer beim VEB Berliner Kindl in Weißensee zu machen. Danach studierte Lietz die Fachrichtung Gärungstechnologien und Brauwesen an der Humboldt-Universität zu Berlin (HUB) und machte dort 1956 einen Abschluss als Diplom-Brauerei-Ingenieur. 
Nach dem Studium hatte Lietz diverse Tätigkeiten als Brauführer und Malzmeister in Berliner Brauereien; außerdem arbeitete er als Gerstenanbauberater und übernahm die Leitung eines Bio-Labors.
Nach verschiedenen beruflichen Stationen in der Brau- und Malzindustrie der DDR kehrte Lietz 1959 als wissenschaftlicher Assistent ans Institut für Mikrobiologie der Landwirtschaftlich-Gärtnerischen Fakultät der HUB in den Wissenschafts- und Lehrbetrieb zurück. 1965 dissertierte er bei Koch mit einer Arbeit zur „Charakterisierung und Differenzierung untergäriger Heferassen“ zum Doktor der Agrarwissenschaften. Anschließend widmete er sich der Entwicklung eines kontinuierlichen Gär- und Reifungsverfahrens für Bier, das sich im industriellen Betrieb aber nicht umsetzen ließ.
Ab 1963 hielt er Vorlesungen zur Technologie des Gär- und Lagerkellers und zur Biologischen Betriebskontrolle; zeitgleich studierte er Ökonomie an der Hochschule für Ökonomie Berlin (HfÖ) mit dem Abschluss als Diplom-Ökonom und wurde Wissenschaftlicher Mitarbeiter in der Abteilung technologische Mikrobiologie am Institut für Gärungs- und Getränkeindustrie in Alt-Stralau; danach war er dort Forschungsleiter für technische Enzyme. Im Bereich seiner Forschungsschwerpunkte: Verkürzte Gär- und Reifungsverfahren für Bier und Ethanolproduktion einschließlich kontinuierlicher Verfahren wurden über 20 Patente erarbeitet.
1975 wurde Lietz Direktor des Instituts für die Gärungs- und Getränkeindustrie in Berlin. Als Forschungsleiter für technische Enzyme dort wurde er zu einem Vorreiter beim Einsatz biotechnologischer Methoden in der DDR. Er hat als Erster in der DDR erfolgreich die Gentechnik eingesetzt.
Von 1980 an war er Direktor für Wissenschaft und Technik im VEB Kombinat Spirituosen, Wein und Sekt und zugleich dessen stellvertretender Generaldirektor bis 1990; Generaldirektor war Heinz Block. 1987 wurde er zugleich Direktor des Industrieforschungszentrum Biotechnologie. Diese Position behielt er bis zur Auflösung des Kombinats 1990, das in eine GmbH umgewandelt wurde, deren Geschäftsführer Peter Lietz wurde. Als die Treuhandanstalt diese Gesellschaft 1992 verkaufte, ging Lietz in den Vorruhestand.
Nach 1990 engagierte sich Lietz in der Versuchs- und Lehranstalt für Brauerei in Berlin und in der Gesellschaft für Geschichte des Brauwesens.
Zuletzt lebte er in Bernburg. Beigesetzt wurde er auf dem Zentralfriedhof in Quedlinburg.

## Auszeichnungen
- 1971: Verdienter Techniker des Volkes für die Entwicklung des Druckgärverfahrens in  der DDR
- 1986: Nationalpreis der DDR II. Klasse für Wissenschaft und Technik für die Entwicklung und Produktionseinführung gentechnisch manipulierter Enzymbildner

## Schriften (Auswahl)

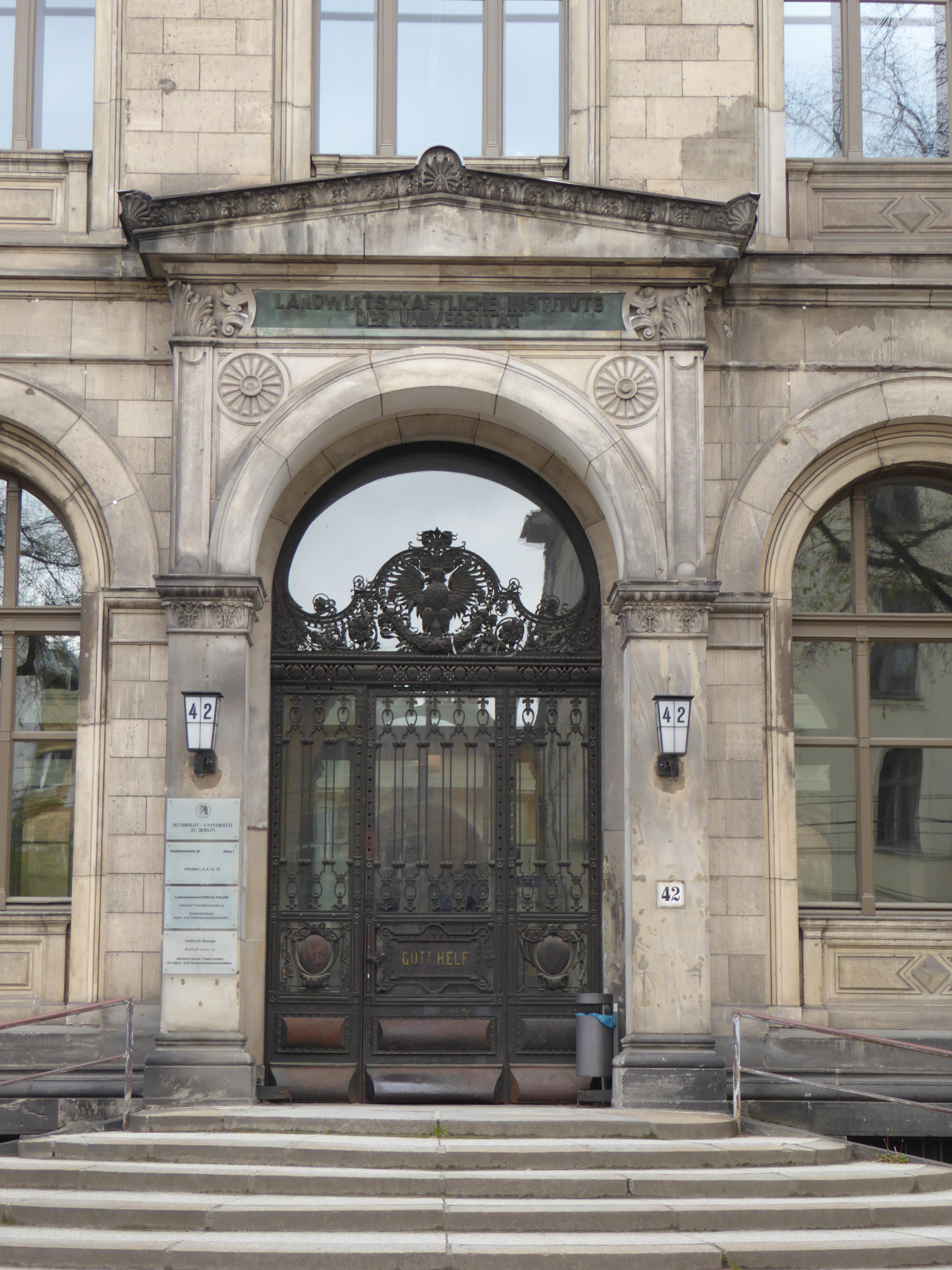
Eingangsportal zur Gärungschemie der HUB

- Die Luftinfektion in der Brauerei und ihre Beseitigung. Diplomarbeit HU Berlin 1956
- Charakterisierung und Differenzierung untergäriger Brauereiheferassen.[3] Berlin, Humboldt-U., Landw.-gärtner. F., Diss. v. 22. Febr. 1965
- mit Gunther Müller und Hans-Dieter Münch: Mikrobiologie pflanzlicher Lebensmittel: eine Einführung. Fachbuchverlag: Leipzig 1974
- Forschung und Entwicklung für die Brau- und Malzindustrie der DDR. S. 104 bis 122 in: Hans-J. Manger, Peter Lietz (Hg): Die Brau- und Malzindustrie in Deutschland-Ost zwischen 1945 und 1989. Ein Beitrag zur Geschichte der deutschen Brau- und Malzindustrie im 20. Jahrhundert. VLB, Berlin 2016, ISBN 978-3-921690-80-2.
- Die Mikrobiologie und das Bier und Molle und Korn oder: Alles ist relativ. in: Jetzt reden wir weiter!: Neue Beiträge zur DDR-Wirtschaft und was daraus zu lernen ist. edition berolina, Berlin 2016.
- Zum Mechanismus des Diacetylabbaus durch Saccharomyces carlsbergensis.
- Die Hefe in der Brauerei. Grundlagen – Technologie – Anlagentechnik. 3. überarbeitete Auflage, VLB, Berlin 2014, ISBN 978-3-921690-76-5.[4]
- mit Gerolf Annemüller, Hans J. Manger: Die Berliner Weiße – Ein Stück Berliner Geschichte. VLB, Berlin 2008.
- Die Roh- und Zusatzstoffe in der Geschichte der Bierbereitung. In: Gesellschaft für Geschichte des Brauwesens e.V. [GGB] (Hrsg.): GGB-Jahrbuch 2004, S. 133–195
- Vom Zentralloboratorium der Brau- und Malzindustrie zum WTÖZ der Brau- und Malzindustrie. In: GGB-Jahrbuch 2007, S. 9–39
- Paul Lindner – Pionier der mikrobiologischen Brauereibetriebskontrolle. In: GGB-Jahrbuch 2012
- Der Alte Fritz, ein Brauer und Mälzer? In: GGB-Jahrbuch 2012
- Max Delbrück, Hugo Thiel und Maximilian Maercker – Ihre Bedeutung für die Entwicklung der Gärungsgewerbe. In: GGB-Jahrbuch 2013
- Das Wirken von Franz Schönfeld für die Obergärige Bierbrauerei. In: GGB-Jahrbuch 2014
- Die Mittelalterlichen Reinheitsgebote und ihre Bedeutung für die Entwicklung des Lebensmittelrechts in Deutschland. In: GGB-Jahrbuch 2016
- Prof. Dr. Hans A. Bausch – langjähriger Hochschullehrer der Brau- und Malzmeister in Ost wie West. In: GGB-Jahrbuch 2017, S. 8
- Einige Bemerkungen zur Gärung und Reifung des Jopenbieres und der daran beteiligten Mikrobenflora. In: GGB-Jahrbuch 2017, S. 189